# Tonia Bastiaans
Tonia Christina Bastiaans (Haarlem, 8 maart 1862 – Wassenaar, 18 maart 1941) was een Nederlands alt en pianiste.
Zij werd geboren binnen het gezin van organist te Haarlem Johannes Gijsbertus Bastiaans en Alberdina Helena van Zutphen. Ze is een halfzus van Maria Bastiaans. Zijzelf huwde in 1893 architect Adriaan Willem Weissman.
Haar muzikale opleiding kreeg ze van haar vader op de piano. Haar debuut vond plaats op vijftienjarige leeftijd in Amsterdam. Ze wendde zich ietwat later tot de zangkunst, ze kreeg lessen van Johan Messchaert. Haar roem kwam niet verder dan geboorteplaats Haarlem, alwaar ze les begon te geven aan de muziekschool der afdeling van Toonkunst. In 1892 werd de tot opvolger benoemd van diezelfde Messchaert, als hoofdlerares zangkunst aan het Conservatorium van Amsterdam. Na haar huwelijk trok zich terug uit het muziekleven, ook tot spijt van haar man. Ze gaf ook muziekles van uit huis, in 1894 aan het Sarphatipark 112 te Amsterdam. 
Ze werd tot erelid van de Maatschappij tot bevordering der Toonkunst, afdeling Haarlem benoemd. Zij beheerde enige tijd het muzikaal archief van haar vader dat zij in 1906 schonk aan de Maatschappij van de Toonkunst.